# Левен
Левен (Лувен по француском изговору) (хол. Leuven, фр. Louvain) општина је у Белгији у региону Фландрија у покрајини Фламански Брабант. Налази се 25 км источно од Брисела. Познат је по Католичком универзитету Левен, основаном 1426, највећем и најстаријем универзитету у Белгији. Градска већница је из доба ренесансе.
У граду постоје машинска и хемијска индустрија, али је пре свега познат по производњи пива, као седиште фабрике Стела Артоа, као и власника исте, Анхојзер-Буш Инбев, највеће пиварске корпорације на свету.

## Становништво
Према процени, у општини је 1. јануара 2015. живело 98.376 становника. Готово половину локалног становништва чине студенти.
| 1984. | 2000. | 2010. | 2015. |
| ----- | ----- | ----- | ----- |
| 84908 | 88014 | 95463 | 98376 |

## Партнерски градови
- Краков
- Лиденшајд
- Рен